# Mastignatha argenteicincta
Mastignatha argenteicincta är en fjärilsart som beskrevs av Paul Dognin 1914. Mastignatha argenteicincta ingår i släktet Mastignatha och familjen nattflyn. Inga underarter finns listade i Catalogue of Life.